# Danmarks Cykelmuseum
Danmarks Cykelmuseum är ett privat danskt teknikmuseum i Ålestrup i Himmerland på Nordjylland. Det är Nordens enda museum som detaljerat beskriver cykelns tekniska utveckling. Museet är inrymt i en byggnad som uppfördes 1921 som direktörsbostad för cykelfabriken Cykel- og Ringfabrikken Jyden A/S, som grumndades 1892 av Peder Andersen (1868-1942 i Aalestrup som ett grossistföretag och som 1899 byggde en fakrik.
Företaget gick i konkurs 1922, men Peder Andersen lyckades återstarta tillverkningen igen i ett aktiebolag samma år.  
Museet rymmer, förutom cyklar (cirka 200 stycken), från en träcykel till en modern indisk modell från 2002, samt  cykeltillbehör och samlingar av mopeder, symaskiner, radioapparater och skrivmaskiner. I källaren finns en tunnbindarverkstad med föremål huvudsakligen från P.C. Pedersen som i början av 1900-talet drev ett tunnbinderi på orten. Museets äldsta moped är en cykel med hjälpmotor från 1902. Motorn är en fyrtakts bensinmotor och mopeden går upp till 50 km/timme. Museet har också en samling symaskiner från 1850 och framåt.
Danmarks Cykelmuseum grundades 1974 på basis av den 1962 nedlagda cykelfabriken. Fabrikören Harald Horn köpte byggnaderna och utrustningen.